# Brachythele incerta
Brachythele incerta is een spinnensoort in de taxonomische indeling van de bruine klapdeurspinnen (Nemesiidae).
Brachythele incerta werd in 1871 beschreven door Ausserer.